# Buslijn K (Amsterdam)
Buslijn K was een stadsbuslijn in Amsterdam geëxploiteerd door toen nog de Gemeentetram Amsterdam. Er hebben in Amsterdam twee lijnen met de letter K bestaan maar die hadden niets met elkaar gemeen.

## Geschiedenis

### Eerste Lijn K
Op 1 september 1927 werd lijn K ingesteld tussen het nieuwe tuindorp in de Watergraafsmeer via de Hoogeweg, Linnaeusstraat, Weesperzijde en Stadhouderkade naar het Frederiksplein. Heen werd gereden via het Westeinde en terug via het Oosteinde. Op 15 december 1927 werd de lijn verlengd naar het Leidsebosje. In de Watergraafsmeer vonden nog enkele kleine routewijzigingen plaats naargelang de bebouwing toenam.
Op 15 januari 1931 werden in een grote bezuinigingsronde vrijwel alle buslijn ingekort tot de rand van de stad waar men dan moest overstappen op een tramlijn. Lijn K werd ingekort tot het station Weesperpoort. Op 1 juni 1935 werd lijn K verlengd naar zijn uiteindelijke eindpunt bij de Radioweg bij de Johannes van der Waalsstraat.
Na nog enkele kleine routewijzigingen werd lijn K op 1 juni 1940 opgeheven en vervangen door de naar de Watergraafsmeer verlengde tramlijn 9.

#### Tweede Lijn K
Op 1 januari 1951 werd opnieuw een lijn K ingesteld. Dit was echter geen nieuwe lijn maar de verletterde lijn 22.